# Antonov An-30
L'Antonov An-30 (in caratteri cirillici Антонов Ан-30, nome in codice NATO Clank) è un aereo bimotore turboelica da trasporto ad ala alta progettato dall'OKB 153 diretto da Oleg Konstantinovič Antonov e sviluppato in Unione Sovietica negli anni sessanta.
Derivato dal precedente An-24, venne impiegato, negli anni successivi, nelle missioni di fotogrammetria aerea sia nell'ambito dell'aviazione civile che in quella militare, principalmente nella Sovetskie Voenno-vozdušnye sily (VVS), l'aeronautica militare sovietica.

## Storia

### Sviluppo
La prima versione da ricognizione aerea dell'Antonov An-24 è stata progettata dall'OKB Beriev e designata An-24FK. L'FK stava per fotokartograficheskiy (mappatura aerea). L'An-24FK ha fatto il suo primo volo il 21 agosto 1967, con le prove di omologazione completate nel 1970 e la certificazione civile completata nel 1974.
L'An-24FK venne poi ridesignato An-30, e la sua produzione iniziò nel 1971 presso l'impianto di macchinari di Kiev dove, tra il 1971 e il 1980, furono prodotti 123 velivoli in due versioni principali.

### Tecnica
L'Antonov An-30 è un velivolo derivato dall'An-24, dotato di una fusoliera completamente nuova. Nel "naso" sporgente vetrato era alloggiato il sistema di navigazione e le fotocamere per la mappatura del terreno. Per assicurare un'accurata e ripetibile capacità di sorveglianza, il classico radar era stato rimpiazzato da un sistema computerizzato di controllo della rotta, e questo richiese un innalzamento di 41 cm della cabina di pilotaggio, rispetto all'An-24. Questa modifica diede luogo alla caratteristica cabina sporgente che caratterizzava l'aereo, simile a quella del Boeing 747. 
Sul pavimento della fusoliera erano ricavate cinque finestre per alloggiare le fotocamere. Ciascuna apertura era dotata di una schermatura mobile, che poteva essere richiusa per proteggere i pannelli di vetro. Tre fotocamere erano montate verticalmente e destinate alla mappatura; le altre due erano disposte ai due lati dell'aereo e montate con un angolo di 28° per la fotografia obliqua.
Le fotocamere di cui era stato dotato l'An-30 potevano essere utilizzate tra i 2.000 e i 7.000 m e le corrispondenti scale di mappatura risultavano comprese tra 1:200.000 e 1:15.000.000.
L'An-30 era dotato di due turboelica Ivchenko AI-24VT con una spinta al decollo di 2.820 ehp.

### Impiego operativo
L'An-30 è stato utilizzato anche come aereo per il controllo meteorologico nella versione An-30M. Tra il 1971 e il 1980 sono stati costruiti complessivamente 115 velivoli e 23 sono stati venduti all'estero in Afghanistan, Bulgaria, Cina, Cuba, Cecoslovacchia, Mongolia e Vietnam.

## Varianti
An-24FK

An-30A-100 (5 esemplari)

An-30B

An-30D Sibiryak (7 esemplari)

An-30FG

An-30M Meteozashchita (3 esemplari)

An-30R

## Utilizzatori

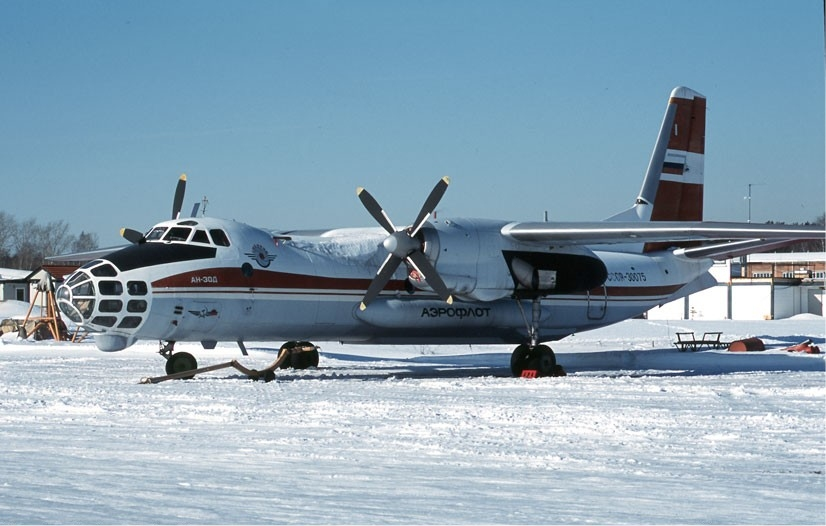
An-30

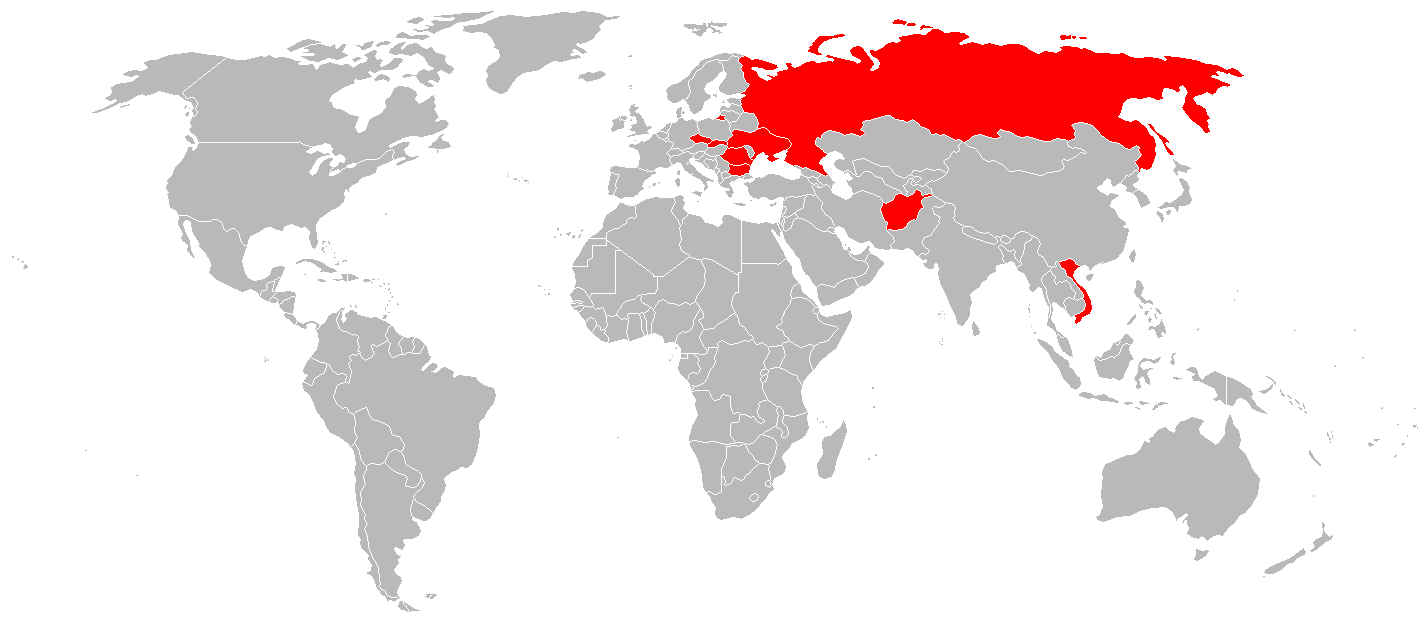
In rosso gli utilizzatori del An-30

### Civili
Cina
- Civil Aviation Administration of China 1 velivolo

 Mongolia
- MIAT Mongolian Airlines 1 velivolo

 Russia

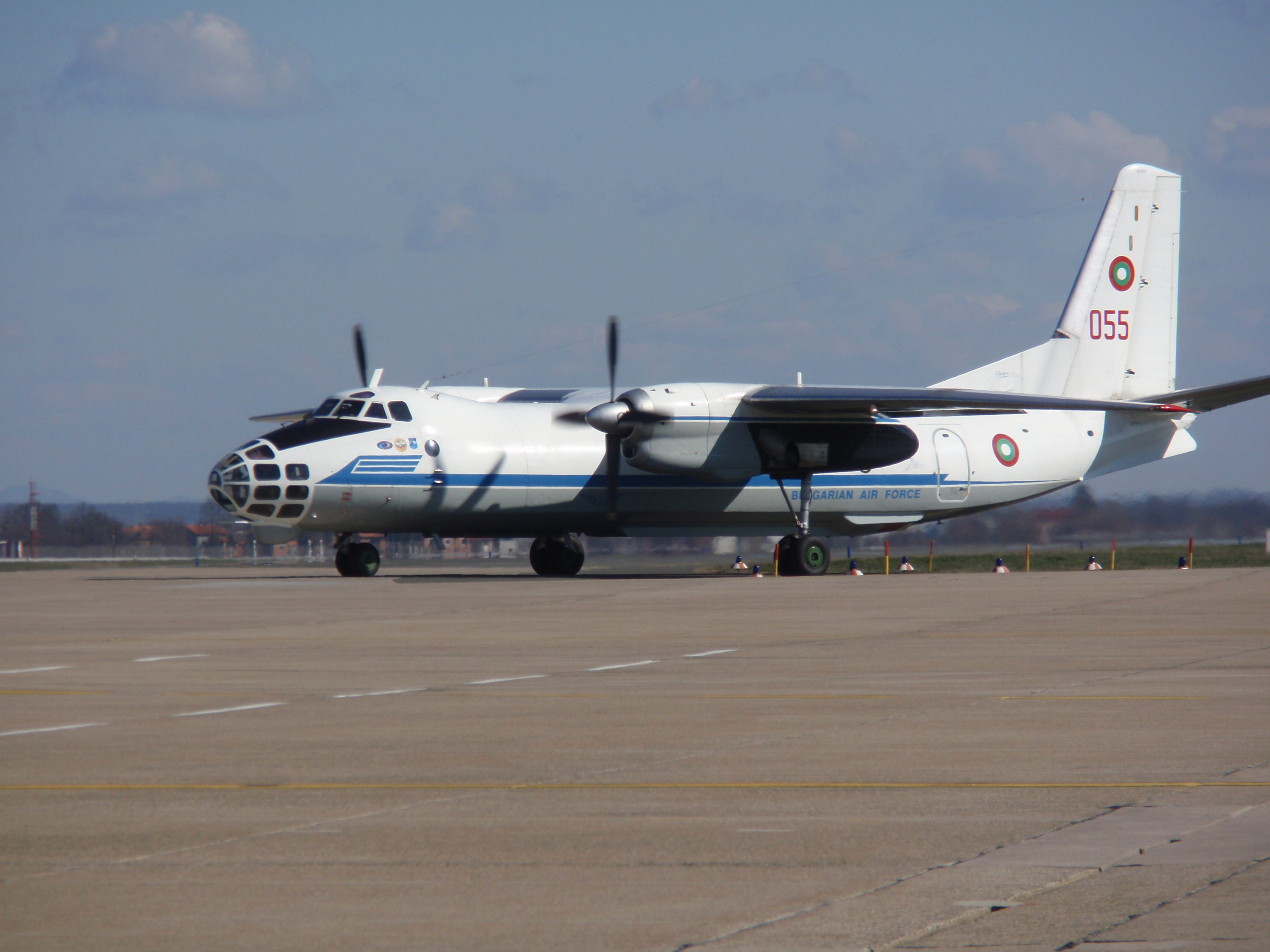
An-30

- CPGeo Centro di Geodinamica Applicata 3 velivoli
- Moskovia Airlines 1 velivolo
- Lukiaviatrans 5 velivoli
- Myachkovo Air Services 4 velivoli
- Novosibirsk Air Enterprise 3 velivoli
- Polet Airlines 3 velivoli
- LIAČ Centro di Ricerche di Volo e di Geodinamica 3 velivoli

 Ucraina
- ARP 410 Airlines 2 velivoli
- Ukraine National Airlines 6 velivoli

 Vietnam
- Vietnam Air Service Company 1 velivolo

### Militari
Afghanistan
- Afghan Army Air Force

ricevette un An-30 nel 1985.
 Angola
- Força Aérea Nacional Angolana

6 esemplari al 2015.
  Bulgaria
- Protivovăzdušna Otbrana i Voennovăzdušni Sili
- Bălgarski Voennovăzdušni sili

 Rep. Ceca
- Vzdušné síly armády České republiky

tutti gli esemplari in servizio vennero messi a terra nel 2003.
 Cina
- Zhongguo Renmin Jiefangjun Kongjun

3 An-30EW consegnati e tutti in servizio al maggio 2018.
 Kazakistan
- Forza di difesa aerea della Repubblica del Kazakistan

1 An-30 consegnato.
 Romania
- Forțele Aeriene Române

acquisì tre esemplari, due attualmente in servizio ed uno di scorta.
 Russia
- Voenno-vozdušnye sily Rossijskoj Federacii

 Sudan
- Al-Quwwat al-Jawwiyya al-Sudaniyya

1 An-30A in servizio al luglio 2019.
 Ucraina

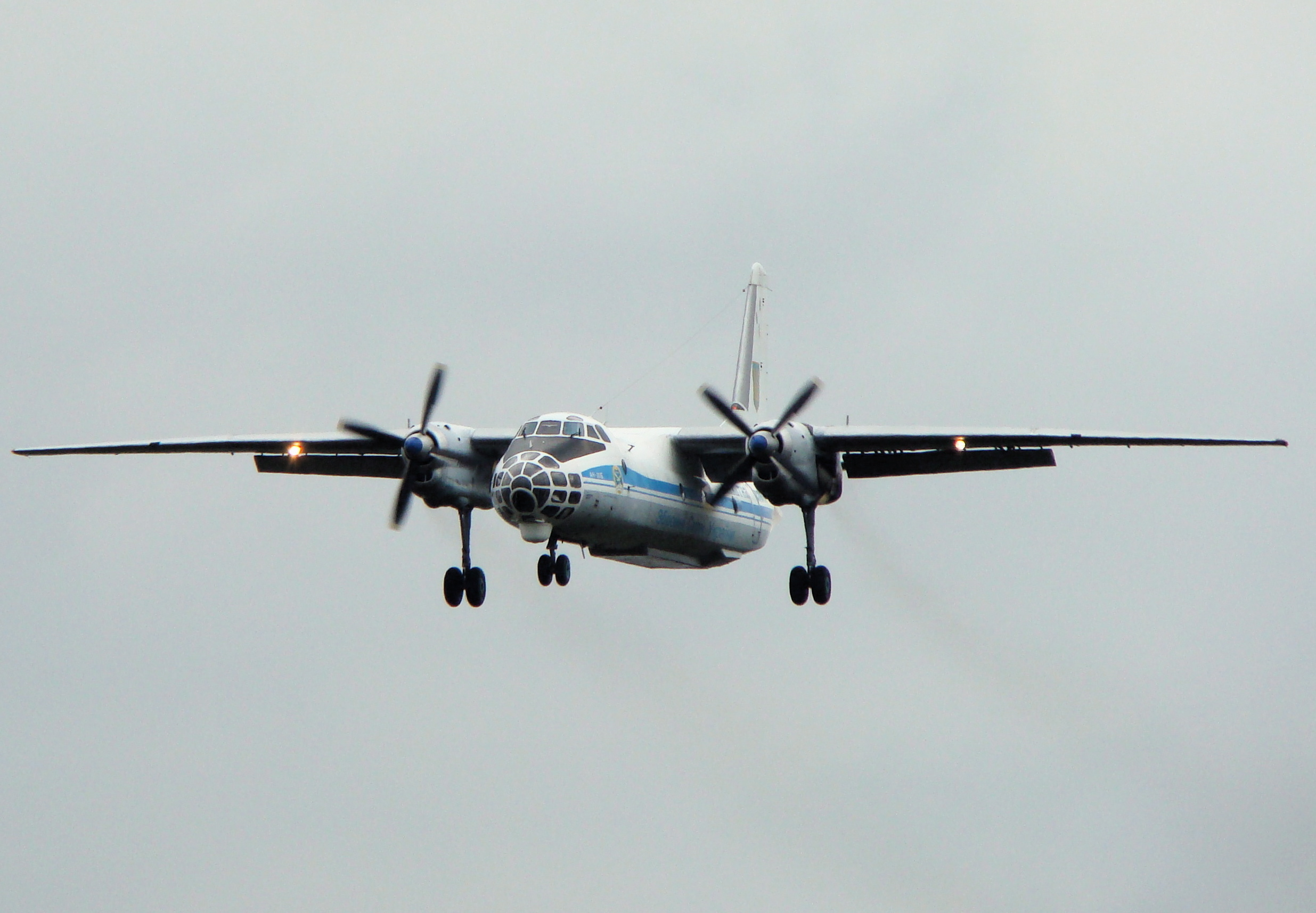
An-30 ucraino

- Viys'kovo-Povitriani Syly Ukrayiny

3 An-30 in servizio all'aprile 2018.
 Unione Sovietica
- Sovetskie Voenno-vozdušnye sily

alla dissoluzione dell'Unione Sovietica i velivoli ancora operativo vennero suddivisi nelle nuove aeronautiche militari delle rifondate entità nazionali.

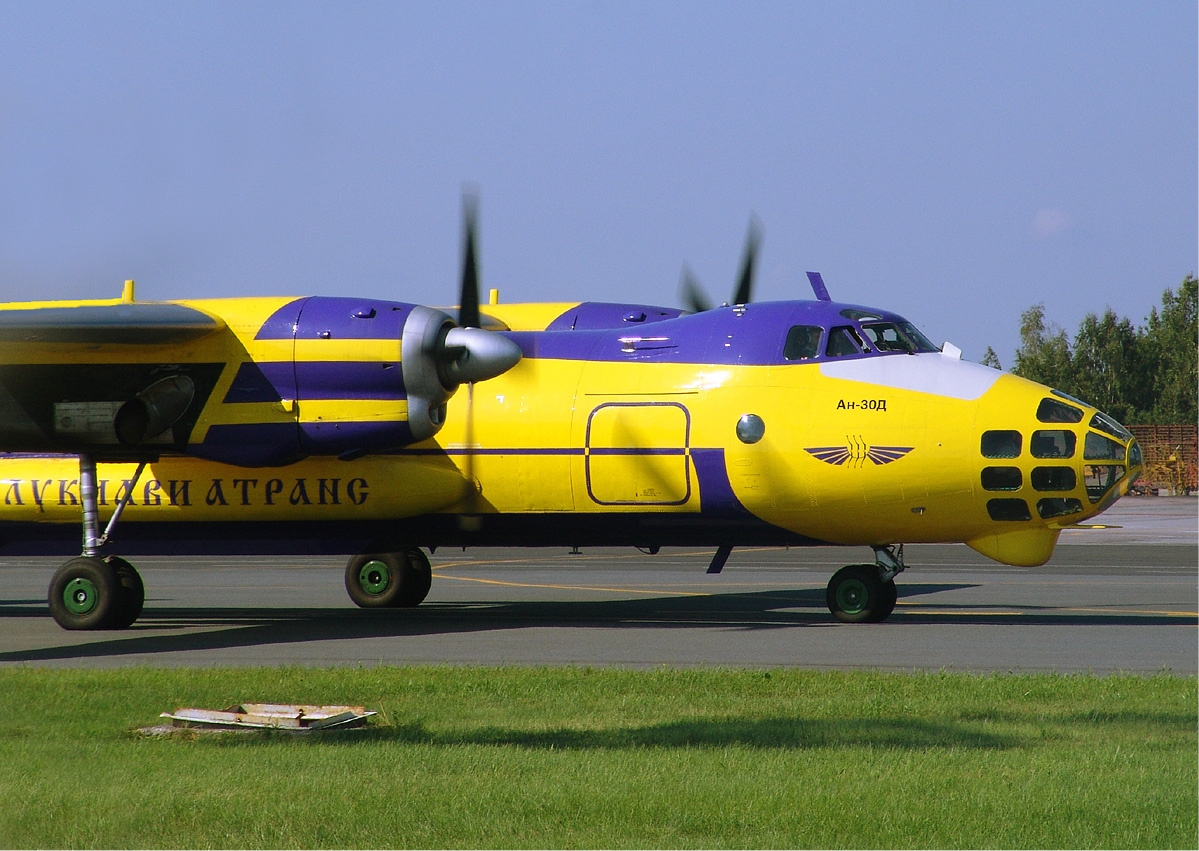
An-30

 Vietnam
- Không Quân Nhân Dân Việt Nam